# Cryptocarya schmidii
Cryptocarya schmidii är en lagerväxtart som beskrevs av André Joseph Guillaume Henri Kostermans. Cryptocarya schmidii ingår i släktet Cryptocarya och familjen lagerväxter. Inga underarter finns listade i Catalogue of Life.